# Battaglia di Šumšu
La battaglia di Šumšu venne combattuta tra il 18 e il 23 agosto 1945, nell'ambito della guerra sovietico-giapponese e della seconda guerra mondiale.
Uno degli ultimi scontri della guerra, la battaglia vide una forza anfibia sovietica agli ordini del generale Aleksej Romanovič Gnečko lanciare il 18 agosto l'invasione dell'isola di Šumšu, la più settentrionale dell'arcipelago delle Isole Curili, difesa da truppe giapponesi al comando del generale Tsutsumi Fusaki. L'inesperienza dell'Armata Rossa in fatto di operazioni anfibie provocò notevoli difficoltà e forti perdite ai reparti sbarcati, anche se i tentativi di contrattacco giapponesi furono respinti; al termine del 18 agosto i sovietici erano riusciti a stabilire una solida testa di ponte, che consentì loro di sbarcare l'artiglieria pesante con cui piegare i capisaldi giapponesi.
L'alto comando giapponese, ormai avviato verso la resa del paese agli Alleati, ordinò alla guarnigione di deporre le armi nel pomeriggio del 19 agosto, anche se scontri e scaramucce proseguirono fino al 23 agosto.

## Antefatti
L'Unione Sovietica e l'Impero giapponese mantennero un regime di scrupolosa neutralità a partire dalla stipula, il 13 aprile 1941, del Patto nippo-sovietico di non aggressione, sebbene nel corso della seconda guerra mondiale le due nazioni militassero in campi opposti e separati (il Giappone tra le Potenze dell'Asse, l'Unione Sovietica tra gli Alleati); le due nazioni erano impegnate a fondo nei rispettivi teatri bellici in Europa orientale e nel Pacifico, e non desideravano l'apertura di un secondo fronte che le vedesse contrapposte. In ragione di questo regime di neutralità, i sovietici negarono agli alleati statunitensi la possibilità di basare sul proprio territorio forze aeree con cui attaccare l'arcipelago nipponico, e in generale l'Unione Sovietica ignorò ogni richiesta proveniente dagli Alleati che potesse in qualche modo provocare i giapponesi; ad ogni modo, nel corso di un incontro con l'ambasciatore statunitense W. Averell Harriman nell'ottobre 1944, il dittatore sovietico Iosif Stalin promise che il paese sarebbe entrato in guerra contro il Giappone entro tre mesi dalla sconfitta della Germania nazista.
Come parte di questo promessa, Stalin inoltre stipulò una serie di accordi per ottenere dagli Alleati assistenza per rinforzare le forze sovietiche dislocate nell'Estremo Oriente russo, passo preliminare per ogni futura azione bellica contro il Giappone. Gli Stati Uniti avviarono quindi trattative con i sovietici per un programma di forniture belliche posto al di fuori e in aggiunta alla quota annuale di materiale ceduto all'Unione Sovietica in forza degli accordi Lend-Lease già in vigore, prevedendo il trasferimento dalle forze armate statunitensi a quelle sovietiche di grossi quantitativi di navi e aerei da combattimento. A partire dal marzo 1945, quindi, nell'ambito di un'operazione segreta nota come "Progetto Hula" gli Stati Uniti trasferirono nella disponibilità della Marina militare sovietica, presso la base di Cold Bay in Alaska, 149 tra navi e imbarcazioni di moderna costruzione, principalmente unità di scorta, mezzi da sbarco e dragamine.

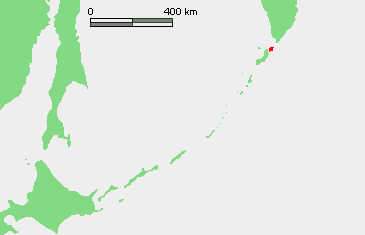
La posizione dell'isola di Šumšu (in rosso) all'interno dell'arcipelago delle Curili

Come promesso da Stalin, l'Unione Sovietica dichiarò guerra al Giappone l'8 agosto 1945, esattamente tre mesi dopo la capitolazione della Germania nazista; il giorno seguente le unità dell'Armata Rossa diedero avvio a una grande offensiva contro i possedimenti giapponesi nell'Asia nord-orientale, attaccando le forze giapponesi in Manciuria, nella parte settentrionale della Corea e nella Prefettura di Karafuto nella parte meridionale dell'isola di Sachalin. Un altro obiettivo dei sovietici era il vasto arcipelago delle Isole Curili, che separava la penisola della Kamčatka nell'Estremo Oriente russo dalla più settentrionale delle isole dell'arcipelago nipponico, Hokkaidō; il 15 agosto il comandante in campo delle forze sovietiche dispiegate contro il Giappone, maresciallo Aleksandr Michajlovič Vasilevskij, diede ordine al comandante del 2º Fronte dell'Estremo Oriente, il generale Maksim Alekseevič Purkaev, e al comandante della Flotta del Pacifico, l'ammiraglio Ivan Stepanovič Jumašev, di muovere i primi passi per l'occupazione delle Curili organizzando la conquista delle isole di Šumšu (Shumushu-tō per i giapponesi) e Paramušir (Paramushiru-tō). Le due isole erano le più settentrionali dell'arcipelago, poste a poca distanza dalla Kamčatka, e pertanto erano le meglio difese dai giapponesi; una loro occupazione avrebbe quindi portato facilmente alla conquista del resto delle isole delle Curili, che risultavano solo debolmente presidiate.
Purkaev e Ûmašev destinarono alla guida dell'operazione contro Šumšu il comandante della Zona di difesa della Kamčatka, generale Aleksej Romanovič Gnečko, assistito dalle forze navali della base di Petropavlovsk-Kamčatskij agli ordini del capitano Dmitrij G. Ponomarëv; Gnečko e Ponomarëv dovevano organizzare un'invasione dell'isola entro 48 ore, mettendo assieme un contingente con le forze disponibili in quel momento nella Kamčatka.

## Forze in campo e piani operativi
L'isola di Šumšu e la vicina Paramušir erano presidiate dalla 91ª Divisione di fanteria giapponese del generale Tsutsumi Fusaki e da unità d'appoggio varie, con 8 500 soldati dislocati su Šumšu e altri 15 000 su Paramušir; le due isole erano abbastanza vicine da permettere alle truppe posizionate su una di esse di accorrere con facilità in aiuto delle altre. I giapponesi disponevano anche sulle due isole di 77 carri armati leggeri. Per affrontare queste forze, il generale Gnečko disponeva di due divisioni di fucilieri e un battaglione di fanteria di marina per un totale di 8 824 uomini, appoggiati da una flotta di 64 navi e imbarcazioni leggere; i sovietici non disponevano di carri armati né di navi dotate di armamento pesante, ma godevano di un certo vantaggio per quanto riguardava la disponibilità di artiglieria e mortai.

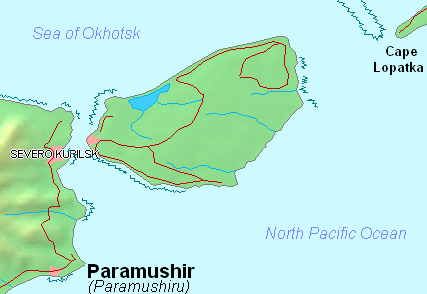
Carta dell'isola di Šumšu

Constatato che il tragitto di 170 miglia nautiche (315 km) dalla base di Petropavlovsk-Kamčatskij all'isola di Šumšu attraverso le acque più coperte dalla nebbia al mondo avrebbe richiesto almeno 24 ore, Gnečko chiese e ottenne una dilazione di un giorno rispetto alla data fissata per lo sbarco, che fu quindi posticipato al 18 agosto 1945. Sebbene i servizi segreti sovietici indicassero che le truppe giapponesi erano alquanto demoralizzate dall'annuncio, fatto il 15 agosto dall'imperatore Hirohito, secondo cui il Giappone si sarebbe presto arreso agli Alleati, Gnečko riteneva che la superiorità numerica della guarnigione di Šumšu potesse mettere in pericolo la riuscita dell'invasione. Il tempo cronicamente pessimo sopra le isole limitava la capacità dell'aviazione sovietica di condurre missioni di ricognizione sull'obiettivo o di fornire fuoco di supporto durante gli sbarchi, ma gli aerei sovietici furono in grado di compiere missioni di interdizione ai danni della grande base navale giapponese a Paramušir impedendo che ulteriori rinforzi potessero raggiungere Šumšu.
Gnečko riteneva anche che la sua forza da sbarco difettasse troppo di supporto di fuoco durante la delicata fase del primo sbarco: delle navi impiegate per l'operazione la più grande e meglio armata era il dragamine Okhotsk, il quale disponeva solo di un cannone da 130 mm e due da 76 mm, e Gnečko temeva che la Marina sovietica non fosse forte abbastanza per mettere a tacere le postazioni dell'artiglieria costiera giapponese; ad ogni modo, Gnečko dovette concordare con Ponomarev che le forti correnti marine che attraversavano il braccio di mare tra la Kamčatka e Šumšu rendevano impossibile per le piccole navi sovietiche di stazionare al largo dell'isola e bombardare con precisione le postazioni giapponesi.
Contando molto sulla superiorità di artiglieria per consentire una vittoriosa riuscita dell'operazione, Gnečko ordinò di posizionare quattro cannoni pesanti da 130 mm sulla punta estrema della Kamčatka, Capo Lopatka, da cui era possibile cannoneggiare Šumšu distante circa 12 km verso sud-ovest. Anche con questo supporto, tuttavia, il punto critico dell'operazione consisteva nella capacità della fanteria sovietica di stabilire una testa di ponte sufficientemente ampia e sicura da permettere lo sbarco dell'artiglieria direttamente su Šumšu; le forze sovietiche avevano però scarsa o nulla esperienza in fatto di operazioni anfibie, e del resto avevano avuto troppo poco tempo per familiarizzare con il piano d'invasione di Šumšu: Gnečko cercò di superare queste difficoltà ordinando di concentrare lo sbarco in una zona ristretta, da cui fosse possibile stabilire rapidamente una testa di ponte.
Dal lato dei giapponesi, il comando della 91ª Divisione non si aspettava alcun attacco dai sovietici. Tuttavia, le isole Curili erano un possedimento del Giappone dal 1875 ed erano state presidiate in forze dai giapponesi fin dall'inizio della seconda guerra mondiale, dando ai difensori una buona familiarità del terreno che avrebbero dovuto difendere; l'isola di Paramušir ospitava la più grande base navale giapponese in tutto il Pacifico settentrionale, e tanto Paramušir quanto Šumšu erano ben difese da postazioni di artiglieria costiera. A dispetto dell'annuncio dell'imminente resa del 15 agosto, le unità giapponesi non avevano dato segni di cedimento e gli scontri con i sovietici nell'Asia nord-orientale erano continuati con la stessa intensità di prima.

## La battaglia

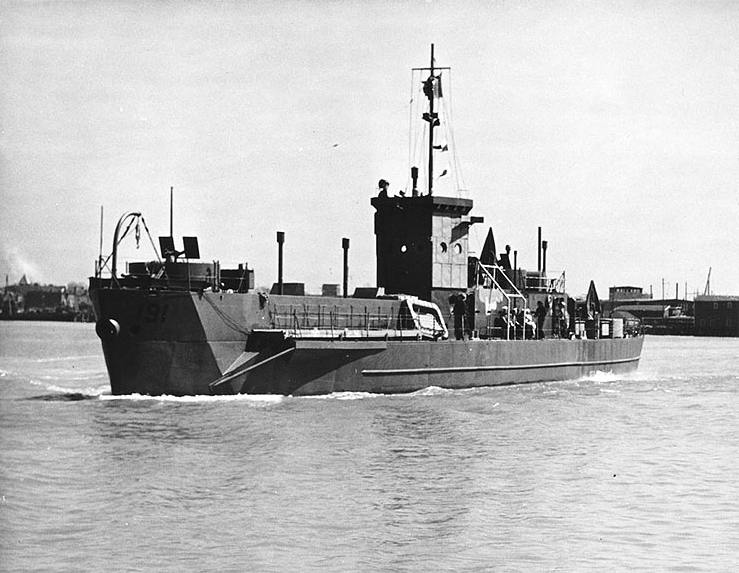
Un mezzo da sbarco statunitense tipo LCI(L); 16 di questi mezzi, ceduti ai sovietici nel luglio 1945, furono impiegati nello sbarco a Šumšu

La forza da sbarco sovietica lasciò Petropavlovsk-Kamčatskij alle 05:00 del 17 agosto e, dopo 21 ore di viaggio, arrivò in vista di Šumšu alle 02:00 del 18 agosto. La prima ondata da sbarco, composta da circa 1 000 fanti di marina, prese terra alle 04:30; completamente colti di sorpresa, i giapponesi misero in atto una difesa piuttosto confusa, ma i sovietici non furono in grado di sfruttare la disorganizzazione del nemico: inesperti quanto a operazioni di assalto anfibio, i fanti di marina sovietici indugiarono in avanzate non coordinate verso l'interno dell'isola invece di concentrarsi sull'obiettivo di costituire e rendere sicura una solida testa di ponte sufficientemente ampia per consentire lo sbarco dell'artiglieria. Per le 05:30, il fuoco proveniente dai nidi di mitragliatrici e dalle postazioni protette della fanteria giapponese aveva iniziato a infliggere forti perdite agli attaccanti; i sovietici inoltre impiegarono troppo tempo per dare l'assalto alle postazioni dell'artiglieria costiera giapponese, che i giapponesi stessi difesero strenuamente. Alle 06:00, diverse unità della prima ondata sovietica organizzarono finalmente un grande attacco contro le batterie di artiglieria giapponesi collocate a Capo Kokutan, ma gli attaccanti si rivelarono troppo inferiori di numero per poter irrompere nelle difese nemiche. I giapponesi tentarono anche un contrattacco con una forza di fanteria appoggiata da 20 carri leggeri, ma 15 dei veicoli furono distrutti dai fucili anticarro sovietici e l'azione venne respinta; i sovietici lanciarono quindi una carica per occupare le alture posizionate alle spalle della batteria giapponese di Capo Kokutan, ma furono respinti poco prima di arrivare alla vetta.
L'artiglieria costiera giapponese riuscì ben presto a inquadrare le navi sovietiche rimaste al largo dell'isola; quasi completamente prive di contatti radio con le unità sbarcate a terra, i tentativi delle navi sovietiche di fornire supporto di fuoco si erano rivelati completamente inefficaci. Quando, alle 05:30, la seconda ondata sovietica approcciò l'isola a bordo di 16 mezzi da sbarco LCI ex statunitensi, l'artiglieria giapponese aprì un pesante fuoco di sbarramento; per le 09:00, quando l'operazione di sbarco fu portata a termine, i cannoni giapponesi avevano colato a picco cinque LCI e la seconda ondata sovietica dovette scendere a terra senza la sua artiglieria e con solo poche radio.
Alle 09:10 le truppe sovietiche sbarcate a Šumšu, necessitanti più che mai di rinforzi e rifornimenti, riuscirono finalmente a stabilire un contatto radio stabile con le navi al largo e con la batteria di artiglieria di Capo Lopatka, chiedendo supporto di fuoco; il tiro dei cannoni di Capo Lopatka si rivelò particolarmente efficace, e i sovietici riuscirono a respingere ripetuti contrattacchi delle truppe giapponesi. Nel pomeriggio, grazie a un miglioramento delle condizioni meteo, gli aerei sovietici sferrarono una serie di incursioni contro la base navale di Paramušir, impedendo ai rinforzi giapponesi di raggiungere Šumšu; buone comunicazioni radio furono stabilite tra le truppe sbarcate, le navi al largo e gli aerei in volo, consentendo alle forze sovietiche di martellare ripetutamente i difensori giapponesi infliggendo loro forti perdite. Al tramonto del 18 agosto i sovietici avevano infine stabilito una solida testa di ponte ampia 4 chilometri e profonda dai 5 ai 6 chilometri.
Nel corso di una serie di attacchi sferrati durante la notte tra il 18 e il 19 agosto i sovietici riuscirono a scacciare i difensori giapponesi dalla maggior parte delle postazioni di artiglieria costiera, e Gnečko poté fare piani per eliminare la resistenza nemica su Šumšu entro la fine del giorno seguente. L'artiglieria pesante sovietica riuscì infine a sbarcare sull'isola la mattina del 19 agosto, e piccoli gruppi di soldati giapponesi iniziarono a deporre le armi; alle 09:00 delegati giapponesi riferirono al comando sovietico che la 91ª Divisione aveva ricevuto ordine dall'alto comando nipponico di cessare ogni ostilità entro le 16:00 del 19 agosto.

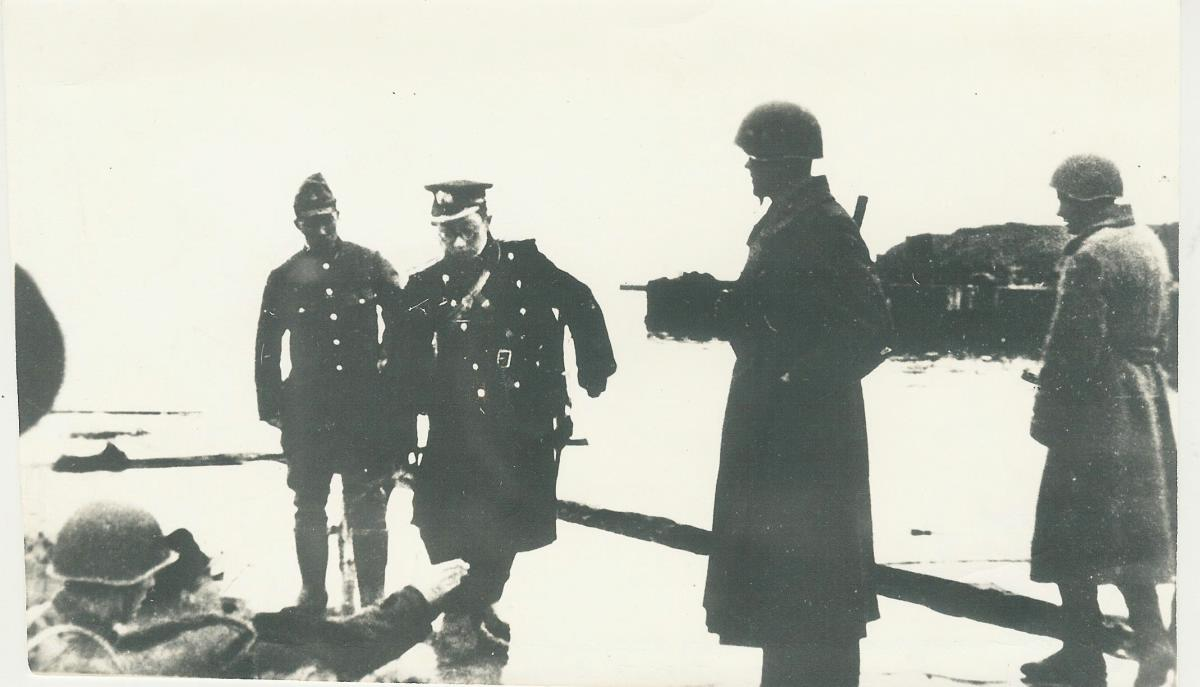
Il generale Tsutsumi Fusaki si reca al comando sovietico per negoziare la resa delle forze giapponesi nelle Curili settentrionali

Il comando delle forze giapponesi su Šumšu, Paramušir e Onekotan siglò un accordo di resa incondizionata alle 10:00 del 19 agosto; ad ogni modo, scontri e schermaglie su Šumšu proseguirono a intermittenza fino al 23 agosto, quando gli ultimi soldati giapponesi presenti sull'isola si decisero a deporre le armi.

## Conseguenze
La battaglia di Šumšu fu l'unico scontro della guerra sovietico-giapponese dell'agosto-settembre 1945 in cui i sovietici riportarono perdite umane maggiori dei loro avversari nipponici. Negli scontri a Šumšu le forze sovietiche riportarono un totale di 1 567 perdite, di cui 516 morti e 1 051 feriti, oltre all'affondamento di cinque mezzi da sbarco; i difensori giapponesi registrarono invece 1 018 perdite, di cui 256 morti e 762 feriti. Il secondo capo scelto Nikolaj Aleksandrovič Vilkov della fanteria di marina sovietica, ucciso il 18 agosto mentre tentava di mettere a tacere un nido di mitragliatrici giapponesi, venne insignito postumo del titolo di Eroe dell'Unione Sovietica, massima onorificenza dell'URSS.
Gli ufficiali sovietici dichiararono in seguito che l'operazione a Šumšu aveva dimostrato la difficoltà di condurre un'invasione anfibia di un territorio saldamente tenuto dal nemico nonché l'inesperienza delle forze armate dell'URSS nel condurre simili operazioni; le difficoltà registrare nello sbarco a Šumšu furono poi citate come una delle ragioni che portarono all'accantonamento dei piani per l'invasione anfibia della grande isola di Hokkaido nell'arcipelago nipponico.
Con Šumšu e Paramušir cadute sotto il controllo delle forze sovietiche, il resto della catena delle isole Curili, molto più debolmente difeso dai giapponesi, capitolò in breve tempo. Il 18 agosto reparti da ricognizione della 113ª Brigata fucilieri sovietica trasportati da due dragamine presero terra nella Baia di Rubetzu sull'isola di Iturup; lo sbarco fu poi seguito da quello dell'intera 355ª Divisione fucilieri il giorno seguente, che coinvolse anche l'isola di Urup più a nord: la guarnigione di 20 000 giapponesi delle due isole ricevette l'ordine di capitolare il 23 agosto, anche se alcuni reparti proseguirono per qualche giorno la resistenza contro i sovietici. Le isole a nord di Urup furono occupate senza contrasto tra il 22 e il 28 agosto, mentre il 1º settembre elementi dell'87º Corpo fucilieri sovietico furono sbarcati da torpediniere, dragamine e navi da trasporto sulle isole di Kunašir e Shikotan, incontrando una certa resistenza da parte dei difensori giapponesi; per il 4 settembre, due giorni dopo la firma dell'atto di resa del Giappone, le forze sovietiche avevano completato l'occupazione dell'intero arcipelago delle Curili.